# 東京三育小学校
東京三育小学校（とうきょうさんいくしょうがっこう）は、東京都練馬区関町南2丁目にある私立小学校。

## 概要
- 全国に10校あるセブンスデー・アドベンチスト教会系の小学校の一つ。少人数教育を行っている。全児童数は約150人。（2019年現在）
- 一学年に一クラスしか無い
- ゴム製のグラウンドと白色の校舎、体育館と教会がある。一階には、一年生と二年生の教室と理科室、事務室、応接室がある。二階には三、四、五、六年生の教室と教員室がある。

## 沿革
- 1898年 セブンスデー・アドベンチストキリスト教会の宣教師グレンジャー博士によって港区芝に和英聖書学校が開設
- 1919年 杉並区天沼村に「天沼学院」小学部、中学部、高等部が開校
- 1949年 杉並区天沼に、「天沼教会小学校」開校
- 1956年 現在地に移転し、「東京三育小学校」に改称

## 交通
最寄りのバス停は、西武バスの東京三育小学校入口、関東バスの水道端である。